# Тенрековиді
Тенрековиді (Tenrecomorpha) — підряд ссавців з ряду тенрекоподібних. Мешкають в екваторіальній Африці та Мадагаскарі відповідно. Вважається, що дві сучасні родини розділилися приблизно 47–53 мільйони років тому.